# کاتکوو
کاتکوو (به لاتین: Katkovo) یک منطقهٔ مسکونی در روسیه است که در سرزمین آلتای واقع شده‌است.